# (78429) Baschek
(78429) Baschek (2002 QN48) – planetoida z grupy pasa głównego asteroid okrążająca Słońce w ciągu 5,13 lat w średniej odległości 2,97 j.a. Odkryta 18 sierpnia 2002 roku.